# Football Club de Metz 2000-2001
Questa voce raccoglie le informazioni riguardanti il Football Club de Metz nelle competizioni ufficiali della stagione 2000-2001.

## Maglie e sponsor
Lo sponsor tecnico per la stagione 2000-2001 è Puma, mentre lo sponsor ufficiale è Sollac.
| Manica sinistra · Maglietta · Maglietta · Manica destra · Pantaloncini · Calzettoni |